# 舘合駅
舘合駅（たてあいえき）は、秋田県平鹿郡雄物川町薄井中鳥屋場（開業時は旧・平鹿郡館合村薄井、現・横手市雄物川町薄井中鳥屋場）にあった羽後交通横荘線（旧・横荘鉄道）の駅（廃駅）である。横荘線の部分廃線に伴い1969年（昭和44年）1月16日に廃駅となった。
尚、駅名表記は「舘合」と「館合」が混在しているが、本項は羽後交通横荘線の研究書『RM LIBRARY 61 羽後交通横荘線』（著：若林宣、ネコ・パブリッシング、2004年9月発行）にて採用されている「舘合」にて記載する。

## 歴史
- 1919年（大正8年）7月15日：横荘鉄道沼館駅 - 当駅間延伸開通に伴い開業[1][2][3][4]。一般駅[4]。敷地の購入費は地元の素封家で横荘鉄道創設委員長の土田万助が寄付した[5]。
- 1920年（大正9年）3月24日：当駅 - 羽後大森駅間延伸開通に伴い中間駅となる[1][2][3][6]。
- 1944年（昭和19年）6月1日：鉄道会社名を羽後鉄道に改称。路線名を横荘線に制定。それに伴い羽後鉄道横荘線の駅となる[1][2][6]。
- 1947年（昭和22年）
  - 7月23日：豪雨による路盤及び橋脚損壊により横荘線全区間運休、当駅も営業休止となる[3][7]。
  - 7月29日：横手駅 - 当駅間が復旧、当駅が一時的な終着駅となり営業再開となる[3][7]。
- 1948年（昭和23年）11月8日：運休区間（当駅 - 老方駅間）が復旧、営業再開となる[3][7]。
- 1952年（昭和27年）2月15日：鉄道会社名を羽後交通に改称。それに伴い羽後交通横荘線の駅となる[1][2][3][6]。
- 1965年（昭和40年）
  - 7月9日：水害による雄物川橋梁橋脚洗掘により当駅 - 二井山駅間運休、当駅が一時的な終着駅となる[8][3]。
  - 10月21日：当駅 - 二井山駅間が正式に営業休止となる[3]。
- 1966年（昭和41年）6月15日：当駅 - 二井山駅間部分廃線に伴い終着駅となる[1][2][3][6]。
- 1969年（昭和44年）1月16日：沼館駅 - 当駅間部分廃線に伴い廃止となる[1][2][3][6]。

## 駅構造
廃止時点で、単式ホーム1面1線を有する地上駅であった。ホームは線路の東側（老方方面に向かって右手側）に存在した。そのほか側線として、本線から西に分岐した機回し線を1線と、本線横手方機回し線転轍機の手前から東に分岐し駅舎南側に至る行き止りの側線を1線、機回し線の老方方本線合流部分の手前から分岐する行き止りの側線を1線有していた。
職員配置駅となっていた。駅舎は構内の東側に位置し、ホーム中央部分に接していた。
1966年（昭和41年）2月時点では雄物川河川敷まで延びる砂利採取線を有し、1947年（昭和22年）の水害による営業休止時の、羽後大森駅残存車輌の回送時に利用された。
駅名は、羽後交通の資料には「舘合」と表記されていた。

### 雄物川橋梁
当駅 - 羽後大森駅間には雄物川が流れており、「雄物川橋梁」が架けられていた。この鉄橋は延長428 mで、23基の橋脚と24連の橋桁を有する構造となっていた。
晩年は架橋時に比べ、雄物川が川砂利の濫獲及び堤防工事に伴い河床が低下しており、1965年（昭和40年）7月9日の集中豪雨によって九号橋脚の洗掘が著しく進行（同日より列車運行休止）、また調査の結果他の橋脚も老朽化が進んでいることが発覚、復旧は絶望的と目された。そして翌1966年（昭和41年）2月4日、職員の目の前で九号橋脚が倒壊、復旧の道は絶たれ、横荘線廃止の大きな要因の一つとなったとされる。

## 駅周辺
- 秋田県道13号湯沢雄物川大曲線 - 一部区間には当線の線路跡が転用されていた。
- 館合郵便局
- 雄物川

## 駅跡
2002年（平成14年）3月には、駅跡の農協敷地内に、雄物川町（当時）により「横荘線 館合駅跡」と記載され、沿革も記された白い記念碑が建立された。2007年（平成19年）5月時点、2010年（平成22年）10月時点でも同様であった。
また、当駅跡附近の線路跡は道路となっており、2007年（平成19年）5月時点では横手方は往時を偲ぶことは不可能に近い状況であったが、当駅跡から雄物川堤防に至る道路は道床跡が残り、鉄道の雰囲気も残っていた。2010年（平成22年）時点でも同様であった。
雄物川橋梁は、1996年（平成8年）時点では、橋脚は発破により取り壊されてしまっていたが、羽後大森方には橋台と丸い橋脚の基礎が中州に残存していた。1999年（平成11年）時点、2010年（平成22年）時点でも同様であった。発破による橋脚の撤去は河川改修のためであった。

## 隣の駅
羽後交通
横荘線
船沼駅 - 舘合駅 - 羽後大森駅